# Gastrulacja

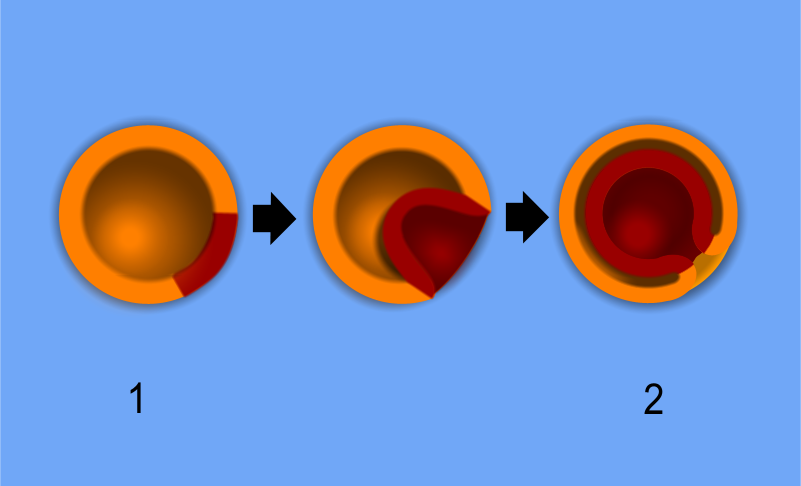
Inwaginacja – należy pamiętać, że ten typ gastrulacji nie odnosi się do człowieka
1 – blastula, 2 – gastrula; pomarańczowy – ektoderma, czerwony – endoderma

Gastrulacja (ang. gastrulation) – faza w rozwoju zarodka zwierząt, następująca po bruzdkowaniu. W wyniku gastrulacji powstaje gastrula. W procesie gastrulacji dochodzi do zgrupowania komórek pełniących podobne funkcje w organizmie.
Istotą gastrulacji jest wytworzenie dwóch lub trzech listków zarodkowych z pojedynczej warstwy blastuli. Może to zachodzić na następujące sposoby:
- rozrastanie się warstwy komórek – najczęściej prowadzi to do epibolii. Może zachodzić w wyniku:
  - spłaszczania się komórek,
  - dzielenia się komórek,
  - interkalacji – wysuwanie się komórek z jednej warstwy i wciskanie między komórki drugiej warstwy.
- zmiany pozycji warstwy komórek lub poszczególnych komórek. Może to zachodzić w wyniku:
  - inwaginacji (embolii),
  - migracji komórek z warstwy powierzchniowej do wnętrza zarodka,
  - inwolucji,
  - delaminacja – wtedy każda z komórek jednowarstwowej blastuli dzieli się wzdłuż powierzchni równoległej do powierzchni blastuli, dzięki czemu powstaje druga warstwa komórek osiągając etap dwuwarstwowej gastruli,
  - wymodelowania (przekształcania, transformacji) – rozpraszanie się chaotycznie ułożonych zespołów komórek i układanie się nich w warstwach,
  - rozciągania zbieżnego – szczególnie złożone kombinacje różnych ruchów komórek.
- rozsunięcie się komórek (kawitacja)

Zwykle gastrulacja zachodzi w wyniku kombinacji różnych sposobów.

## Gastrulacjanicienina przykładzieCaenorhabditis elegans
Gastrulacja u Caenorhabditis elegans zaczyna się już w stadium 24 komórek, po powstaniu blastomeru P4 (zobacz: bruzdkowanie nicieni). W stadium 26 komórek, kiedy blastocel osiąga największy rozmiar, następuje ingresja (wnikanie do wnętrza zarodka) dwóch komórek wywodzących się z blastomeru E. W przyszłym stadium rozwoju utworzą one jelito. Następnie do wnętrza zarodka migruje blastomer P4 oraz komórki wywodzące się z blastomerów MS, C i D, z których powstanie mezoderma. Na koniec ingresji podlegają te komórki potomne blastomeru AB, z których rozwinie się gardziel. Podczas ostatniego etapu gastrulacji następuje epibolia, w wyniku której blastomery AB i C otaczają naskórkiem całe ciało zarodka.

## Gastrulacjaowadówna przykładziemuszki owocowej
Gastrulacja zachodzi w prążku zarodkowym. Najpierw zaczyna tworzyć się mezoderma. W pierwszym etapie jej formowania wzdłuż centralnej linii prążka zarodkowego powstaje płytka bruzda (rynienka gastrulacyjna), która następnie pogłębia się. W wyniku pogłębienia bruzdy od nabłonka okrywającego (ektodermy) odrywają się komórki, które następnie tworzą cylindryczną strukturę złożoną z komórek mezodermy i ciągnącą się wzdłuż zarodka. Niedługo potem komórki te rozpraszają się, a następnie tworzą jednowarstwowy nabłonek podściełający ektodermę okrywającą ciało. W tym samym czasie zaczyna tworzyć się endoderma. Pierwszym etapem powstawania endodermy jest wytworzenie się dwóch zagłębień – stomodeum na przednim biegunie zarodka i proktodeum na tylnym biegunie. Na dnie stomodeum i proktodeum powstają następnie zgrupowania komórek, z których utworzy się endodermalna wyściółka jelita środkowego. Na tym etapie rozwoju można już zaobserwować pierwsze objawy segmentacji ektodermy i mezodermy.
W początkowym okresie gastrulacji tworzą się również błony zarodkowe otaczające zarodek. Zarodki muszek owocowych otaczane są przez jedną błonę – amnioserozę. U większości owadów występują jednak dwie błony zarodkowe – seroza (błona surowicza) i amnion (owodnia).

## Gastrulacjajeżowców
W pierwszym etapie gastrulacji komórki wywodzące się z „dużych” mikromerów (zobacz: bruzdkowanie jeżowców) wnikają do jamy blastocelu. Następnie do wnętrza blastocelu zaczyna wpuklać się wegetatywna część ścianki blastuli. W ten sposób powstaje zagłębienie – prajelito, z którego utworzy się endo- i mezoderma zarodka. Prajelito otwiera się na zewnątrz otworem zwanym pragębą. Kiedy prajelito osiągnie 1/4 do 1/3 średnicy blastocelu, zwęża się i wydłuża prawie trzykrotnie. Następnie komórki, które leżą w szczytowej części prajelita wypuszczają wypustki cytoplazmatyczne (filopodia). Łączą się one z wewnętrzną powierzchnią ektodermy w pobliżu bieguna animalnego i kurczą, doprowadzając do zetknięcia szczytu prajelita z błoną podstawną ektodermy. Na tym etapie gastrulacji emigrują również ze ścianki prajelita do jamy blastocelu komórki mezenchymy wtórnej, które są materiałem na mezodermę zarodka. W wyniku wywędrowywania tych komórek w ściance prajelita pozostaje tylko endoderma i od tej chwili można nazywać je jelitem.

## Gastrulacjarybna przykładziedanio pręgowanego
Gastrulacja zaczyna się, kiedy część kuli żółtka (u danio pręgowanego 50%) jest obrośnięta przez blastodermę. Na początku pojawia się na brzegu tarczki zarodkowej tzw. pierścień brzeżny. W jego obrębie komórki różnicują się na warstwę zewnętrzną, z której rozwinie się ektoderma i wewnętrzną, z której powstanie mezo- i endoderma. U danio pręgowanego pierścień powstaje w wyniku inwolucji, tzn. zawinięciu blastodermy pod spód. U innych ryb pierścień tworzy się w drodze ingresji lub delaminacji. Po wytworzeniu pierścienia, komórki głębokie obu warstw blastodermy (zewnętrznej i wewnętrznej) przemieszczają się na przyszłą grzbietową stronę zarodka i tworzą tam zgrubienie – płytkę zarodkową. Następnie płytka zarodkowa wydłuża się w kierunku bieguna animalnego, a potem również w kierunku bieguna wegetatywnego. Z komórek warstwy wewnętrznej płytki powstanie struna grzbietowa, a z komórek warstwy zewnętrznej – zawiązek cewki nerwowej.

## Gastrulacjapłazówna przykładzie żabyRana pipiens
Na początku gastrulacji w blastuli po grzbietowej stronie zarodka, tuż pod szarym półksiężycem pojawia się wpuklenie (przyszła pragęba). Przez wpuklenie to zaczynają wnikać do zarodka komórki strefy brzeżnej – w pierwszej kolejności tzw. komórki butelkowe. Od tego momentu zarodek nazywa się gastrulą. Wpuklenie od góry ograniczone jest tzw. wargą grzbietową pragęby, przez którą przemieszcza się do wnętrza gastruli przyszła mezoderma osiowa, tj. komórki znajdujące się w centralnym obszarze szarego półksiężyca. W środku zarodka pogłębia się pragęba i powstaje prajelito (archenteron). Tworzy się ono pomiędzy wpuklonymi komórkami a komórkami części wegetatywnej zarodka. Po wniknięciu komórek butelkowych, przez pragębę przemieszczają się komórki pochodzące z wargi grzbietowej pragęby. Podczas przesuwania się tych komórek, prajelito wydłuża się w kierunku przyszłej przedniej strony ciała zarodka. Komórki te pokrywają dach prajelita i w późniejszych etapach wytworzy się z nich mezoderma osiowa przedstrunowa, z której powstanie mezoderma głowy oraz mezoderma osiowa strunowa, która przekształci się w strunę grzbietową. Podczas dalszej gastrulacji do zarodka wpuklają się następne obszary strefy brzeżnej i prajelito dalej powiększa się. Jednocześnie z powiększaniem się prajelita, zmniejsza się blastocel. Z obszarów znajdujących się po obu stronach szarego półksiężyca, tj. z mezodermy przyosiowej, rozwiną się somity. Prekursory mezodermy bocznej leżą po przeciwnej stronie niż szary półksiężyc i wpuklają się do gastruli przez brzuszną wargę pragęby. Podczas wpuklania strefy brzeżnej jednocześnie następuje proces obrastania (epibolii) zarodka na zewnątrz przez komórki ektodermy wywodzące się z animalnej części blastuli. Podczas epibolii zaczyna zachodzić embolia, tzn. wciąganie do środka zarodka komórek endodermalnych oraz stopniowe zamykanie się pragęby. Zamykająca się pragęba jest widoczna z zewnątrz jako zmniejszający się tzw. czop żółtkowy. Pod koniec gastrulacji ektoderma całkowicie obrasta czop żółtkowy, a pragęba staje się pionową szczeliną. W tym stadium jamę prajelita od góry wyściela mezoderma, a od dołu – endoderma. Następnie boczne listki mezodermalne rozrastają się w dół zarodka, między ekto- i endodermę a listek endodermalny rozrasta się w górę i wyściela całą jamę prajelita. Wtedy zaczyna się następny etap rozwoju – neurulacja.

## Gastrulacjaptakówna przykładziekury domowej
Gastrulacja zaczyna się podczas pierwszych godzin inkubacji. W wyniku tego procesu z epiblastu (zobacz: Bruzdkowanie ptaków) tworzą się endo-, mezo- i ektoderma, a z hipoblastu część endodermy pęcherzyka żółtkowego. Hipoblast bierze również udział w inicjowaniu ruchów gastrulacyjnych, tzn. ruchów konwergencyjnych (migracje komórek epiblastu do środka), ingresji (wnikanie do blastocelu komórek przyszłej endodermy i mezodermy) oraz migracji (przemieszczanie się znajdujących się już wewnątrz komórek do przodu i na boki). Materiał na endo- i mezodermę wnika przez smugę pierwotną, która jest odpowiednikiem pragęby płazów. W czasie gastrulacji smuga pierwotna wydłuża się i tworzy się na jej przednim końcu zgrubienie zwane węzłem Hensena (lub węzłem pierwotnym), będące odpowiednikiem wargi grzbietowej płazów. Z węzła powstaje endoderma oraz mezoderma osiowa (przedstrunowa i strunowa). Po wniknięciu pod epiblast i migracji do przodu komórek mezodermy osiowej, tworzą one przedłużenie głowowe, które jest zawiązkiem mezodermy głowy i struny grzbietowej. Następnie ustaje ruch komórek do przodu, smuga z węzłem cofają się, a zawiązek struny grzbietowej wydłuża się. U kury po 24 godzinach inkubacji gastrulacja kończy się.

## Gastrulacja ssaków

### na przykładziemyszy domowej
Gastrulacja zarodków ssaków jest bardzo podobna do gastrulacji zarodków ptaków. Odpowiednikiem pola jasnego jest u myszy ta część cylindra zarodkowego, która pochodzi z węzła zarodkowego. Część ta ma kształt czaszy, ale u większości ssaków oraz u ptaków tarczka zarodkowa jest płaska. Tworzenie mezodermy z komórek epiblastu zaczyna się na przełomie 7. i 8. dnia rozwoju zarodkowego.

### na przykładzie człowieka
Typem gastrulacji zachodzącym u człowieka jest delaminacja. Polega na utworzeniu z komórek węzła zarodkowego warstwy górnej – ektodermy i warstwy dolnej – endodermy, następnie pomiędzy nimi powstaje mezoderma. Z warstw mezo- i ektodermalnej powstaje owodnia, z warstw mezo- i endodermalnej – omocznia lub łożysko omoczniowe.